# Frank Duff
Frank Duff (Dublin, 7. lipnja 1889. – Dublin, 7. studenog 1980.) bio je irski katolički aktivist, osnivač organizacije Marijine legije, sluga Božji. Proces njegove beatifikacije je u tijeku.
Rođen je u Dublinu u Irskoj 7. lipnja 1889. On je najstariji od sedmero djece u dobrohotnoj katoličkoj obitelji. Godine 1913. ušao je u Društvo sv. Vinka Paulskoga i bio je duboko pod utjecajem njegovog duha; postupno dolazi do velike ljubavi prema siromašnima i osobama u potrebi kojima pomaže iskazujući tako ljubav prema Isusu Kristu.
Godine 1916., u dobi od 27 godina, objavio je svoju prvu knjižicu "Možemo li biti sveci?" ("Can We Be Saints?"). U njoj izražava jedno od svojih najsnažnijih uvjerenja da su svi ljudi bez iznimke pozvani na svetost i da nam katolička vjera pruža sva sredstva potrebna da to postignemo.
Godine 1917. otkrio je "Raspravu o pravoj pobožnosti prema Blaženoj Djevici Mariji" sv. Ljudevita Montfortskoga, djelo koje je potpuno promijenilo njegov život. Dana 7. rujna 1921. Frank Duff je osnovao Marijinu legiju, apostolsku organizaciju laika u službi Crkve i pod crkvenim vodstvom. Njezin dvostruki cilj je duhovni razvoj svojih članova i širenje Kristova kraljevstva. Legija, koja se sastoji od aktivnih i pomoćnih članova širi se diljem svijeta. Djeluje i u Hrvatskoj.
Godine 1965. papa Pavao VI. pozvao je Frank Duffa da sudjeluje u Drugom vatikanskom koncilu, kao laički promatrač, čime je Papa priznao i potvrdio njegov ogroman rad za laički apostolat.
Frank Duff umro je 7. studenog 1980. godine. Pokopan je na groblju Glasnevin u Dublinu. Proces njegove beatifikacije otvorio je u lipnju 1996. nadbiskup Dublina, biskup Desmond Connell.